# Ptecticus ferrugineus
Ptecticus ferrugineus är en tvåvingeart som först beskrevs av Carl Ludwig Doleschall 1858.  Ptecticus ferrugineus ingår i släktet Ptecticus och familjen vapenflugor. Inga underarter finns listade i Catalogue of Life.